# Гаррісон-Гот-Спрінгс
Гаррісон-Гот-Спрінгс (англ. Harrison Hot Springs) — селище у провінції Британська Колумбія, Канада. Розташоване в окрузі Фрейзер-Веллі.
Відоме своїми гарячими джерелами, навколо яких створена туристична інфраструктура.

## Галерея

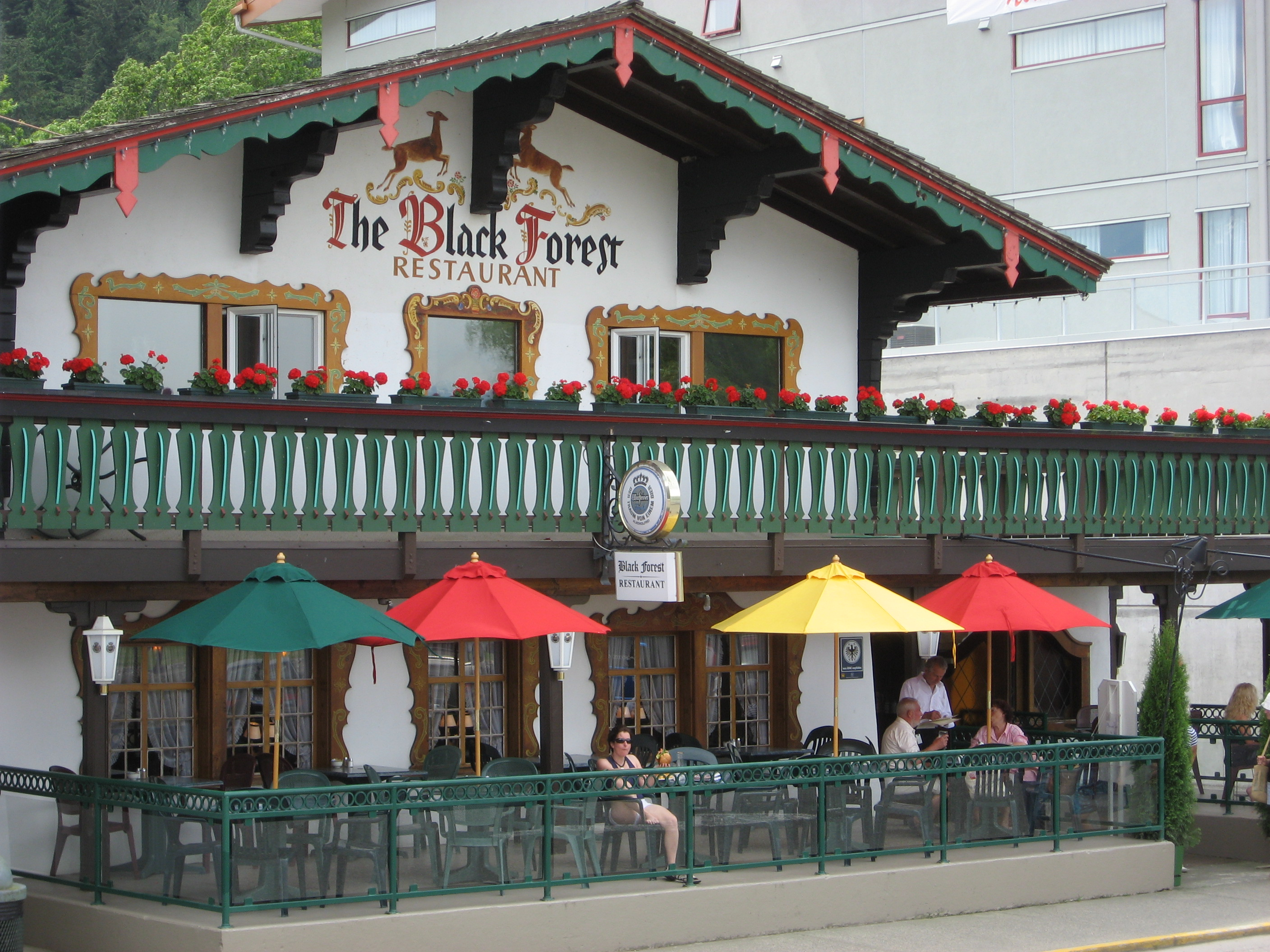
Ресторан «Блек Форест» (2007)
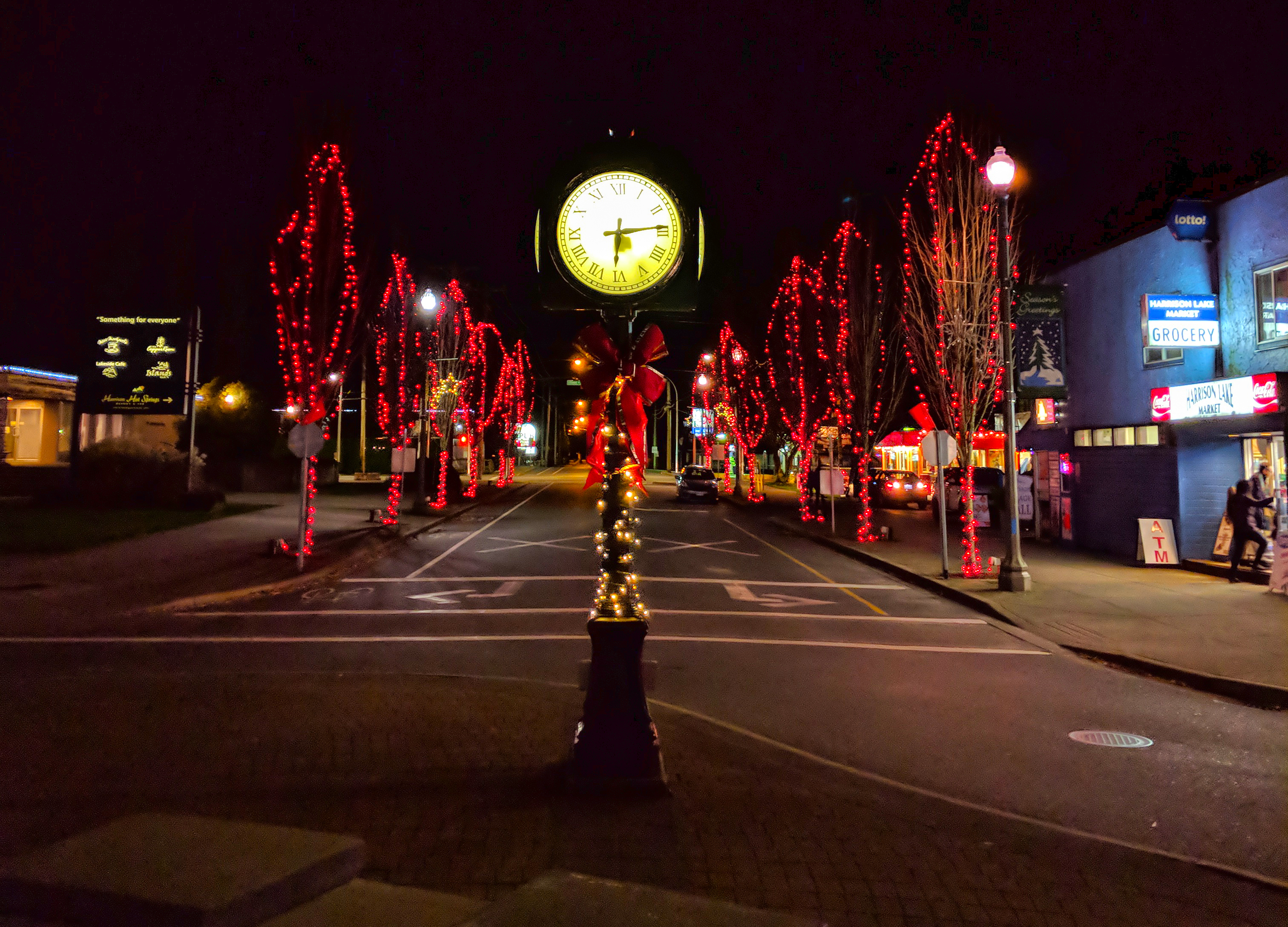
Фестиваль вогнів у 2018 році

## Зовнішні посилання
- Village of Harrison Hot Springs [Архівовано 19 квітня 2022 у Wayback Machine.] (англ.)
- Harrison Hot Springs and surrounding area [Архівовано 20 березня 2022 у Wayback Machine.] (англ.)
- Harrison Festival Society [Архівовано 5 травня 2022 у Wayback Machine.] (англ.)
- Harrison Hot Springs Elementary School